# Primož Ulaga
Primož Ulaga, född 20 juli 1962 i Ljubljana, Folkrepubliken Slovenien (slovenska: Ljudska republika Slovenija), är en slovensk tidigare backhoppare som tävlade för Jugoslavien. Han representerade SSK Ilirija.

## Karriär
Primož Ulaga debuterade internationellt 17 år gammal i tysk-österrikiska backhopparveckan i Oberstdorf 30 december 1979. (Tävlingen var också en del av världscupens första säsong.) Han blev nummer 86 i debuttävlingen. Sin första seger i världscupen tog han säsongen efter, i normalbacken i Thunder Bay i Kanada 21 februari 1981. 
Under Skid-VM 1982 i Holmenkollen i Oslo blev han nummer 39 i normalbacken (Midtstubakken) och nummer 41 i stora backen (Holmenkollbakken) han startade också i Skid-VM i Engelberg 1984 (lagtävling), i Seefeld 1985, i Oberstdorf 1987 och i Lahtis 1989. Hans bästa placering vid världsmästerskapen i nordisk skidsport blev sjätteplatsen i individuell tävlan i stora backen i Seefeld in Tirol 1985.
Primož Ulaga deltog i två olympiska vinterspel. På hemmaplan i Sarajevo 1984 blev han nummer 57 i normalbacken och nummer 13 i stora backen. Ulaga tog silver i lagtävlingen i stor backe vid spelen 1988 i Calgary tillsammans med lagkamraterna Matjaž Zupan, Matjaž Debelak och Miran Tepeš. Jugoslaviska laget var 8,9 poäng efter Finland, som vann guldet, och 29,4 poäng före Norge. I normalbacken blev Ulaga nummer 30 och i stora backen delade han 40:e platsen. 
Primož Ulaga tog silver vid världsmästerskapen i skidflygning 1988 som arrangerades i Heini Klopfer-backen i Oberstdorf, Bayern, Västtyskland. Han var 3,0 poäng efter guldvinnaren Ole Gunnar Fidjestøl från Norge och 5,5 poäng före bronsvinnaren Matti Nykänen från Finland. Ulaga startade också i skidflygnings-VM 1990 i Vikerusund. Då blev han nummer 25, 47,5 poäng efter segrande Dieter Thoma från Tyskland.
Ulaga vann nio världscupdeltävlingar mellan 1981 och 1988. Den första segern kom 21 februari 1981 i Thunder Bay och den sista kom på hemmaplan i Bloudkova Velikanka i Planica 27 mars 1988. Han var bland de tio bästa sammanlagt i världscupen fyra gånger. Bästa resultatet kom i säsongen 1987/1988 då han blev nummer 3 efter Matti Nykänen och Pavel Ploc från Tjeckoslovakien.